# Stachelmakrelenverwandte
Die Stachelmakrelenverwandten (Carangoidei) sind ein Knochenfischtaxon aus der Gruppe der Barschverwandten (Percomorpha).

## Merkmale
Für die Gruppe werden zwei Synapomorphien angegeben: Ein oder zwei röhrenförmige Verknöcherungen (Pränasale) als Verlängerung der Nasale, ein Merkmal, das sie mit den Schützenfischen (Toxotidae) teilen, sowie zusammenhängende kleine Rundschuppen.
Alle Stachelmakrelenverwandten sind mittelgroße bis große, meist sehr schnelle Raubfische und erreichen Längen zwischen 22 cm und 2,5 m. Sie können schlank und spindelförmig sein oder hochrückig und seitlich stark abgeflacht. Alle Arten der Stachelmakrelenverwandten leben im Meer, vor allem in den Tropen und Subtropen, und ernähren sich carnivor.

## Innere Systematik

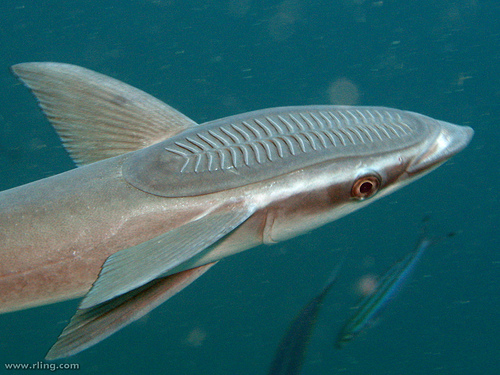
Der Schiffshalter Echeneis naucrates

Die Stachelmakrelenverwandten bestehen aus vier Familien, die namensgebenden Stachelmakrelen (Carangidae), mit etwa 32 Gattungen und über 140 Arten, sowie die Schiffshalter (Echeneidae) zu denen vier Gattungen und acht Arten gehören, die Goldmakrelen (Coryphaenidae) mit zwei Arten, sowie die monotypische Familie der Cobias (Rachycentridae). Die letzten drei Familien werden zur Überfamilie Echeneoidea zusammengefasst. Die Stachelmakrelen selber sind paraphyletisch, da zwei der vier Unterfamilien näher mit den Echeneoidea verwandt sind als mit den übrigen zwei Unterfamilien der Carangidae.
|  | Naucratinae |
|  |             |
|  | Caranginae  |
|  |             |

|  | Scomberoidinae |
|  |                |
|  | Trachinotinae  |
|  |                |

|  | Goldmakrelen (Coryphaenidae)                                                          |
|  |                                                                                       |
|  | \| \| Cobia (Rachycentridae) \| \| \| \| \| \| Schiffshalter (Echeneidae) \| \| \| \| |
|  |                                                                                       |
|  | Cobia (Rachycentridae)                                                                |
|  |                                                                                       |
|  | Schiffshalter (Echeneidae)                                                            |
|  |                                                                                       |

|  | Cobia (Rachycentridae)     |
|  |                            |
|  | Schiffshalter (Echeneidae) |
|  |                            |

|  | Scomberoidinae |
|  |                |
|  | Trachinotinae  |
|  |                |

|  | Goldmakrelen (Coryphaenidae)                                                          |
|  |                                                                                       |
|  | \| \| Cobia (Rachycentridae) \| \| \| \| \| \| Schiffshalter (Echeneidae) \| \| \| \| |
|  |                                                                                       |
|  | Cobia (Rachycentridae)                                                                |
|  |                                                                                       |
|  | Schiffshalter (Echeneidae)                                                            |
|  |                                                                                       |

|  | Cobia (Rachycentridae)     |
|  |                            |
|  | Schiffshalter (Echeneidae) |
|  |                            |

|  | Naucratinae |
|  |             |
|  | Caranginae  |
|  |             |

|  | Scomberoidinae |
|  |                |
|  | Trachinotinae  |
|  |                |

|  | Goldmakrelen (Coryphaenidae)                                                          |
|  |                                                                                       |
|  | \| \| Cobia (Rachycentridae) \| \| \| \| \| \| Schiffshalter (Echeneidae) \| \| \| \| |
|  |                                                                                       |
|  | Cobia (Rachycentridae)                                                                |
|  |                                                                                       |
|  | Schiffshalter (Echeneidae)                                                            |
|  |                                                                                       |

|  | Cobia (Rachycentridae)     |
|  |                            |
|  | Schiffshalter (Echeneidae) |
|  |                            |

|  | Scomberoidinae |
|  |                |
|  | Trachinotinae  |
|  |                |

|  | Goldmakrelen (Coryphaenidae)                                                          |
|  |                                                                                       |
|  | \| \| Cobia (Rachycentridae) \| \| \| \| \| \| Schiffshalter (Echeneidae) \| \| \| \| |
|  |                                                                                       |
|  | Cobia (Rachycentridae)                                                                |
|  |                                                                                       |
|  | Schiffshalter (Echeneidae)                                                            |
|  |                                                                                       |

|  | Cobia (Rachycentridae)     |
|  |                            |
|  | Schiffshalter (Echeneidae) |
|  |                            |

|  | Naucratinae |
|  |             |
|  | Caranginae  |
|  |             |

|  | Scomberoidinae |
|  |                |
|  | Trachinotinae  |
|  |                |

|  | Goldmakrelen (Coryphaenidae)                                                          |
|  |                                                                                       |
|  | \| \| Cobia (Rachycentridae) \| \| \| \| \| \| Schiffshalter (Echeneidae) \| \| \| \| |
|  |                                                                                       |
|  | Cobia (Rachycentridae)                                                                |
|  |                                                                                       |
|  | Schiffshalter (Echeneidae)                                                            |
|  |                                                                                       |

|  | Cobia (Rachycentridae)     |
|  |                            |
|  | Schiffshalter (Echeneidae) |
|  |                            |

|  | Scomberoidinae |
|  |                |
|  | Trachinotinae  |
|  |                |

|  | Goldmakrelen (Coryphaenidae)                                                          |
|  |                                                                                       |
|  | \| \| Cobia (Rachycentridae) \| \| \| \| \| \| Schiffshalter (Echeneidae) \| \| \| \| |
|  |                                                                                       |
|  | Cobia (Rachycentridae)                                                                |
|  |                                                                                       |
|  | Schiffshalter (Echeneidae)                                                            |
|  |                                                                                       |

|  | Cobia (Rachycentridae)     |
|  |                            |
|  | Schiffshalter (Echeneidae) |
|  |                            |

|  | Naucratinae |
|  |             |
|  | Caranginae  |
|  |             |

|  | Scomberoidinae |
|  |                |
|  | Trachinotinae  |
|  |                |

|  | Goldmakrelen (Coryphaenidae)                                                          |
|  |                                                                                       |
|  | \| \| Cobia (Rachycentridae) \| \| \| \| \| \| Schiffshalter (Echeneidae) \| \| \| \| |
|  |                                                                                       |
|  | Cobia (Rachycentridae)                                                                |
|  |                                                                                       |
|  | Schiffshalter (Echeneidae)                                                            |
|  |                                                                                       |

|  | Cobia (Rachycentridae)     |
|  |                            |
|  | Schiffshalter (Echeneidae) |
|  |                            |

|  | Scomberoidinae |
|  |                |
|  | Trachinotinae  |
|  |                |

|  | Goldmakrelen (Coryphaenidae)                                                          |
|  |                                                                                       |
|  | \| \| Cobia (Rachycentridae) \| \| \| \| \| \| Schiffshalter (Echeneidae) \| \| \| \| |
|  |                                                                                       |
|  | Cobia (Rachycentridae)                                                                |
|  |                                                                                       |
|  | Schiffshalter (Echeneidae)                                                            |
|  |                                                                                       |

|  | Cobia (Rachycentridae)     |
|  |                            |
|  | Schiffshalter (Echeneidae) |
|  |                            |

## Äußere Systematik

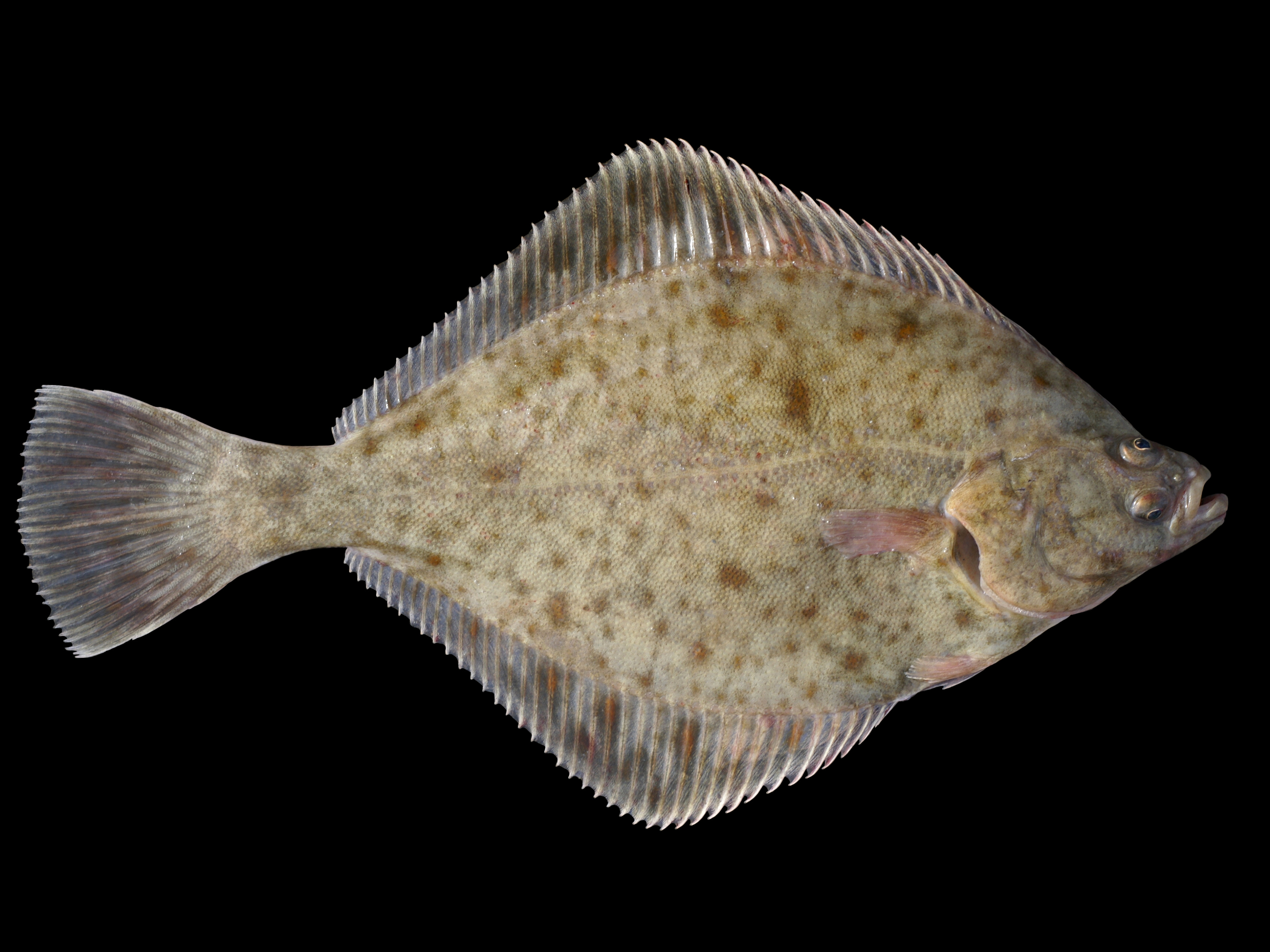
Die Plattfische, hier eine Flunder, sind Verwandte der Carangoidei

Die Stachelmakrelenverwandten gehören zu den Barschverwandten (Percomorpha) und wurden als Überfamilie Carangoidei, oder bei Nelson einfach als Carangoide Linie in die Ordnung der in alter Zusammensetzung paraphyletischen Barschartigen (Perciformes) geführt. Zu den nächsten Verwandten der Stachelmakrelenverwandten gehören nach verschiedenen kladistischen Untersuchungen einige Familien, die in der Vergangenheit in der Unterordnung der Echten Barsche (Percoidei) geführt wurden (Centropomidae, Riesenbarsche (Latidae), Mondbarsche (Menidae), Fadenflosser (Polynemidae), Schützenfische (Toxotidae)), sowie die Barrakudas (Sphyraenidae) und die Schwertfischartigen (Xiphioidea). Zur weiteren Verwandtschaft gehören die Plattfische, deren nahe Verwandtschaft mit einigen „Perciformes“ schon lange vermutet wurde.
Alle diese Taxa werden in einer im Mai 2020 veröffentlichten Revision in die nach den Stachelmakrelen benannten Ordnung Carangiformes gestellt.

## Belege
1. ↑  Deutscher Name nach: W. E. Engelmann: Zootierhaltung 5. Fische. Deutsch Harri GmbH, 2005, ISBN 3-8171-1352-8, S. 639–640.
2. 1 2 3 4  Matthew G. Girard, Matthew P. Davis, W. Leo Smith: The Phylogeny of Carangiform Fishes: Morphological and Genomic Investigations of a New Fish Clade. Copeia, 108(2): 265–298 (2020). doi: 10.1643/CI-19-320
3. ↑  E. O. Wiley & G. David Johnson: A teleost classification based on monophyletic groups. Joseph S. Nelson, Hans-Peter Schultze & Mark V. H. Wilson: Origin and Phylogenetic Interrelationships of Teleosts. Verlag Dr. Friedrich Pfeil, München 2010, ISBN 978-3-89937-107-9
4. ↑  Ava Ghezelayagh, Richard C. Harrington, Edward D. Burress, Matthew A. Campbell, Janet C. Buckner, Prosanta Chakrabarty, Jessica R. Glass, W. Tyler McCraney, Peter J. Unmack, Christine E. Thacker, Michael E. Alfaro, Sarah T. Friedman, William B. Ludt, Peter F. Cowman, Matt Friedman, Samantha A. Price, Alex Dornburg, Brant C. Faircloth, Peter C. Wainwright, Thomas J. Near: Prolonged morphological expansion of spiny-rayed fishes following the end-Cretaceous. Nature Ecology & Evolution 6, 2022, S. 1211–1220, doi: 10.1038/s41559-022-01801-3
5. ↑  Joseph S. Nelson: Fishes of the World, John Wiley & Sons, 2006, ISBN 0-471-25031-7, S. 360.
6. ↑  Blaise Li, Agnès Dettaï, Corinne Cruaud, Arnaud Couloux, Martine Desoutter-Meniger, Guillaume Lecointre: RNF213, a new nuclear marker for acanthomorph phylogeny. Molecular Phylogenetics and Evolution, Volume 50, Issue 2, February 2009, Pages 345-363 doi:10.1016/j.ympev.2008.11.013
7. ↑  Alexander Little, Stephen C. Lougheed, Christopher D. Moyes: Evolutionary affinity of billfishes (Xiphiidae and Istiophoridae) and flatfishes (Pleuronectiformes): Independent and trans-subordinal origins of endothermy in teleost fishes.  Molecular Phylogenetics and Evolution, Volume 56, Issue 3, September 2010, S. 897–904 doi:10.1016/j.ympev.2010.04.022
8. ↑  Bruce O’Toole: Phylogeny of the species of the superfamily Echeneoidea (Perciformes: Carangoidei: Echeneidae, Rachycentridae, and Coryphaenidae), with an interpretation of echeneid hitchhiking behaviour. Can. J. Zool. 80(4): 596–623 (2002) doi:10.1139/z02-031